# Masaoka Shiki
En aquest nom japonès, el cognom és Masaoka.
Masaoka Shiki (japonès: 正 岡 子規, 14 d'octubre de 1867 - 19 de setembre de 1902), pseudònim de Masaoka Noboru (japonès: 正 岡 升), va ser un poeta, autor i crític literari japonès en el període Meiji al Japó. Shiki és considerat una figura important en el desenvolupament de la poesia moderna de l'haiku. També va escriure sobre la reforma de la poesia tanka.
Alguns consideren que Shiki és un dels quatre grans mestres de haiku, mentre que els altres són Matsuo Bashō, Yosa Buson i Kobayashi Issa.